# Linognathus spicatus
Linognathus spicatus är en insektsart som beskrevs av Ferris 1932. Linognathus spicatus ingår i släktet Linognathus och familjen nötlöss. Inga underarter finns listade i Catalogue of Life.